# Bandido (lutador)
Bandido (Torreón, 17 de abril de 1995) é um mexicano luchador enmascarado (lutador profissional mascarado) que é conhecido principalmente por seu trabalho nas promoções Lucha Libre Elite (LLE), The Crash Lucha Libre e Dragon Gate (DG). Ele está atualmente sob um contrato de tempo integral com a Ring of Honor (ROH), onde é ex-Campeão Mundial da ROH. Ele é um lutador de quarta geração, parente de Apóstol Jr., Myzteziz Jr., e primo de Magia Blanca. O nome verdadeiro de Bandido não é conhecido publicamente, o que costuma ser o caso de lutadores mascarados no México.
Bandido trabalhou anteriormente sob os nomes de ringue "Magnífico II" e "Cielito", mas desde 2016, ele usa o personagem de ringue Bandido, que usa uma máscara que incorpora uma bandana cobrindo a parte inferior do rosto no estilo do bandido do Velho Oeste. Bandido regularmente se junta a Flamita, formando uma dupla conhecida como "Mexa Blood". Bandido é uma vez Campeão Mundial da PWG, e com Flamita e Rey Horus ele conquistou o Campeonato Mundial de Duplas de Seis Homens da ROH. Ele é o vencedor do PWG's 2019 Battle of Los Angeles e do ROH's 2021 Survival of the Fittest.

## Vida pessoal
Bandido nasceu em 17 de abril de 1995, em Torreón, Coahuila, México. Ele é neto de Julián Arellano Orihuela - que é conhecido como "Tony Arellano" - e bisneto de Julián Arellano Varela, que era conhecido sob o nome de ringue "El Húngaro" ("O Húngaro"). A prima de Bandido, Magia Blanca, também é uma lutadora profissional na promoção Consejo Mundial de Lucha Libre. Ele também é parente de Myzteziz Jr., que luta na Lucha Libre AAA Worldwide.

## Carreira na luta livre profissional
O lutador mais tarde conhecido como Bandido começou a treinar na escola de luta livre Consejo Mundial de Lucha Libre na Cidade do México, onde foi treinado principalmente por Franco Columbo, Hijo del Gladiador e Último Guerrero para sua estreia no ringue. Como Bandido nunca foi desmascarado no ringue, seu nome de nascimento não é de conhecimento público, uma tradição no México para lutadores mascarados.

### Magnífico II (2011–2016)
Para sua estréia, Bandido adotou o nome "Magnífico II" e formou uma dupla conhecida como Los Magníficos ("Os Magníficos") com seu primo, que trabalhou como Magnífico I. A dupla trabalhou para várias promoções no circuito independente mexicano incluindo Wrestling Martin Calderón (WMC), Cara Lucha e Lucha Memes. Em 2015, Magnífico II viajou para a Inglaterra, onde trabalhou em um show promovido pelo El Hijo del Santo.

### Cielito (2015)
Em meados de 2015, Magnífico II começou a trabalhar para a promoção Todo x el Todo de El Hijo del Santo, lutando sob o nome "Cielito", em homenagem à música Cielito Lindo. Em 5 de outubro de 2015, Cielito desafiou sem sucesso Ángel Blanco Jr. pelo Campeonato Mundial Welterweight da WWA.

### Bandido (2016–presente)

#### Lucha Libre Elite (2016–2017)
Em meados de 2016 Los Magníficos se separaram e Magnífico I começou a trabalhar para CMLL sob o nome de "Magia Blanca" e Magnífico II começou a trabalhar para Lucha Libre Elite (LLE), adotando um novo personagem no ringue chamado "El Bandido". Seu personagem, ringue e máscara foram inspirados no estereótipo do bandido do Velho Oeste. Sua nova máscara incorporou uma bandana que cobria seu nariz e boca, uma marca estilizada no estilo "Lone Ranger" ao redor dos olhos e uma ferradura na testa. Em 18 de novembro de 2016, El Bandido superou Golden Magic, Argos, Emperador Azteca, Ciclón Ramírez Jr., Impossible, Eterno, Flamita, Diamante e Zumbido em uma luta de eliminação de torneo cibernético para se tornar o primeiro Campeão dos Meio-Médios da Lucha Libre Elite. A LLE fechou 2017, mas Bandido defendeu o Campeão dos Meio-Médios da Lucha Libre Elite pelo menos uma vez após o encerramento da promoção.

#### Circuito independente (2016–presente)

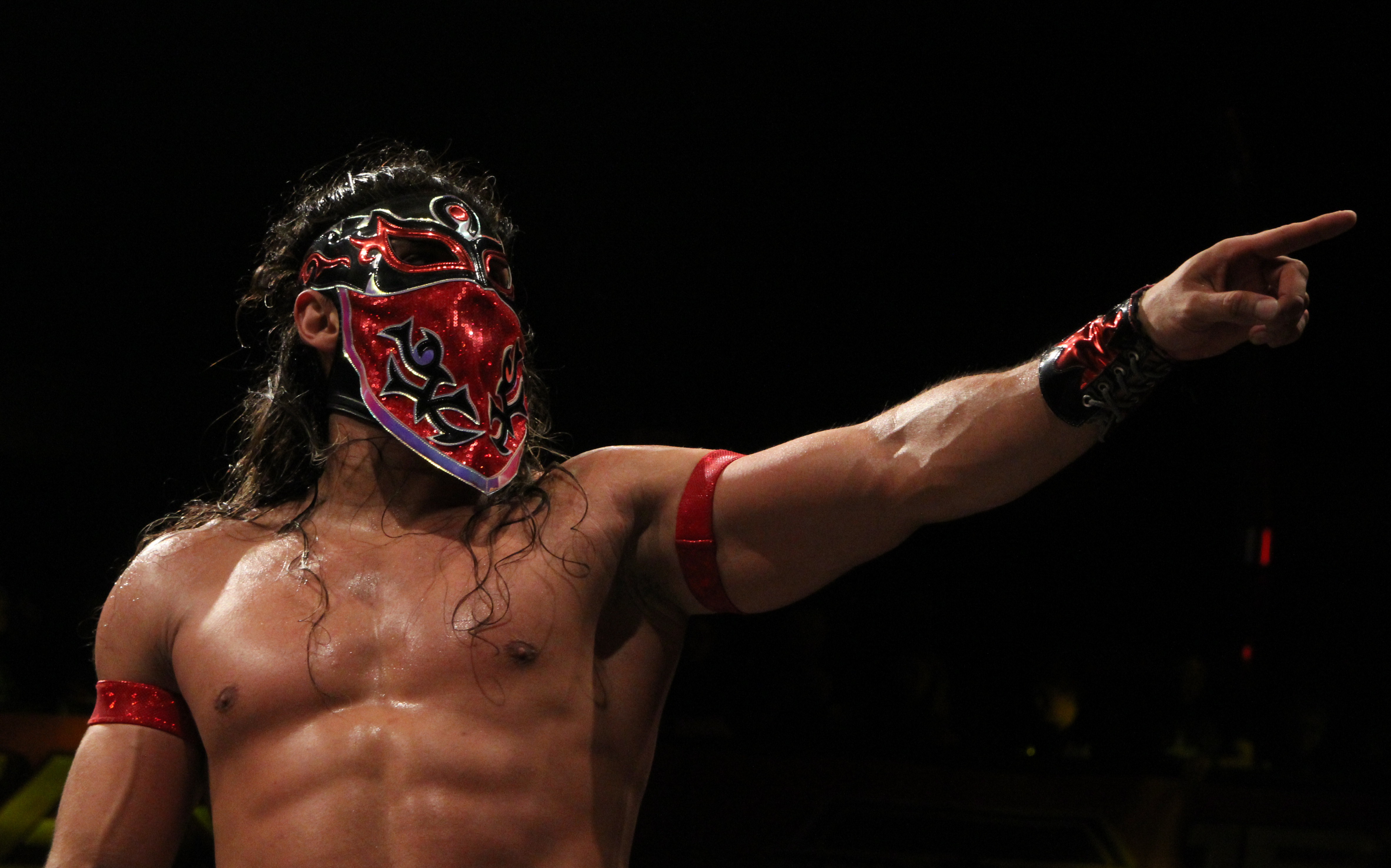
Bandido em 16 Carat Gold, 2020

Em 28 de setembro de 2017, Bandido derrotou Ángel Blanco Jr. para ganhar o Campeonato Mundial Welterweight da WWA em um show em Aguascalientes. Em dezembro de 2017, Bandido e Laredo Kid superaram Perro Callejero Jr., Apando Negro Jr., Bestia 666, Crazy Latino, Dr. Polux, Emperador Azteca, Extreme Tiger, Murciélago Plateado Jr. e Rey Horus para vencer o torneio G21 Torneo Gran Alternativa.
A partir de 2018, Bandido começou a trabalhar mais para promoções fora do México, principalmente nos Estados Unidos, onde muitas vezes se juntou a Flamita sob o nome de equipe "MexaBlood". Através dos contatos de Flamita no Japão, Bandido trabalhou em suas duas primeiras turnês com Dragon Gate em janeiro e junho de 2018. Durante a turnê da promoção britânica Progress Wrestling pelos Estados Unidos, Bandido e Flamita derrotaram A. R. Fox e Chris Brookes para ganhar o Campeonato de Duplas da Progress. Bandido juntou-se com Rey Mysterio e Rey Fénix no evento principal do super show de luta livre Indy All In, perdendo para a equipe Golden Elite de Kota Ibushi e The Young Bucks (Matt Jackson e Nick Jackson). MexaBlood viajou para a Inglaterra no final de setembro de 2018 para trabalhar mais uma vez na Progress Wrestling. Em 30 de setembro, a dupla perdeu o Campeonato de Duplas da Progress para o Aussie Open (Kyle Fletcher e Mark Davis).
Em março de 2020, Bandido participou do 2020 16 Carat Gold, realizado pela Westside Xtreme Wrestling (wXw). Na primeira noite, ele derrotou Julian Pace no primeiro round. Na segunda noite, Mike Bailey o derrotou nas quartas de final. A partida foi bem recebida pela multidão presente, que atirou nos dois homens com moedas e notas em agradecimento. Na terceira noite, Bandido juntou-se a Pace e Jeff Cobb, derrotando a equipe de Black Taurus, Hektor Invictus e Puma King.

#### The Crash Lucha Libre (2017–presente)
Bandido chamou a atenção nacional mexicana através de seu trabalho para o The Crash Lucha Libre quando a promoção começou a se expandir para turnês nacionalmente. Sua estréia com a promoção foi em 29 de novembro de 2017, onde Bandido, Damián 666 e M-ximo perderam para a equipe de Bestia 666, Garza Jr. e Mr. 450. Em 17 de março de 2018, Bandido e Flamita derrotaram as equipes Aeroboy e Séptimo Dragón, e The Rascalz (Dezmond Xavier e Zachary Wentz) para ganhar o vago Campeonato de Duplas da The Crash. Dois meses depois, Bandido se tornou um campeão duplo no The Crash quando ganhou o The Crash Cruiserweight Championship, derrotando Dezmond Xavier e Laredo Kid pelo título vago.[20] Mexa Blood foi destituído do campeonato de duplas em 7 de outubro por razões que nunca foram divulgadas. Em 23 de março de 2019, Jonathan Gresham venceu o The Crash Cruiserweight Championship de Bandido; a luta também incluiu Flamita e Shane Strickland.[21] Depois de perder o título cruiserweight, Bandido desafiou Rey Horus pelo The Crash Heavyweight Championship em 5 de julho e perdeu.[22] Em novembro de 2019, Bandido derrotou Rey Horus e Marty Scurll para ganhar o campeonato dos pesos pesados em um show em Tijuana.[22][23]